# Collines Abijévis
Collines Abijévis är en bergskedja i provinsen Québec i Kanada. Den ligger i regionen Abitibi-Témiscamingue, i den sydöstra delen av landet, 400 km nordväst om huvudstaden Ottawa. Högsta punkten i Collines Abijévis är 446 meter över havet.